# Залесе-Ленкі
Залесе-Ленкі (пол. Zalesie-Lenki) — село в Польщі, у гміні Ґзи Пултуського повіту Мазовецького воєводства.
Населення — 46 осіб (2011).
У 1975-1998 роках село належало до Цехановського воєводства.

## Демографія
Демографічна структура станом на 31 березня 2011 року:
|          | Загалом | Допрацездатний вік | Працездатний вік | Постпрацездатний вік |
| -------- | ------- | ------------------ | ---------------- | -------------------- |
| Чоловіки | 26      | 4                  | 18               | 4                    |
| Жінки    | 20      | 4                  | 11               | 5                    |
| Разом    | 46      | 8                  | 29               | 9                    |